# Toki Pona

il logo del toki pona

Il Toki Pona è una lingua artificiale pubblicata online per la prima volta nel 2001. È stata creata dalla traduttrice, linguista ed esperantista canadese Sonja Lang (1978).

## Grammatica

mappa europea in toki pona

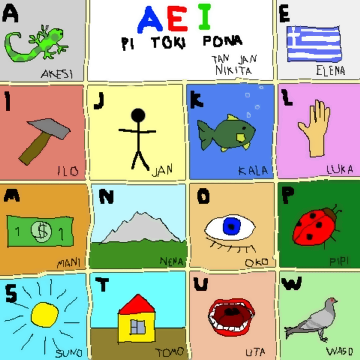
Guida alla pronuncia del Toki Pona

Il Toki Pona è una lingua minimale. Come un pidgin, pone l'attenzione sui concetti e gli elementi che sono relativamente presenti nelle varie culture. Lang ha creato il Toki Pona per ottenere la massima espressività con la minima complessità. La lingua ha 14 fonemi e 123 parole. La sua semplicità lascia molto spazio all'indeterminatezza, che la rende molto dipendente dal contesto. Per esempio la parola pipi significa insetto, e dato il numero minimale di parole, tutti gli insetti sono chiamati allo stesso modo. Non è stata pensata come lingua ausiliaria internazionale ma si ispira, tra le altre cose, alla filosofia taoista, risultando in definitiva una lingua filosofica.
La morfologia è totalmente isolante. La parola non muta mai dalla forma base e la sua funzione si riconosce dal contesto. Ogni parola può essere usata come nome, verbo, aggettivo o avverbio. Ad esempio:
sama li ike = l'uguaglianza è una cosa negativa
ona mute li sama = loro sono uguali
sina mute li utala sama = voi combattete nello stesso modo
mi sama e sina = io ti "rendo uguale"

## Estratto: Il Padre Nostro
mama pi mi mute o,

sina lon sewi kon.

nimi sina o sewi. 

ma sina o kama.

jan o pali e wile sina lon ni: sewi kon en ma.

tenpo suno ni la sina o pana e moku tawa mi.

o weka e pali ike mi, sama la mi weka e pali ike pi jan ante.

o weka ala e mi lon wile ike. 

taso o weka e mi tan ike.

ni li nasin.